# Rhizostomae
Los rizóstomos (Rhizostomae o Rhizostomeae) son un orden de cnidarios de la clase Scyphozoa. Incluye medusas sin 
tentáculos ni otras estructuras en el borde  de la umbrela; Por el contrario, tienen ocho brazos orales muy ramificados a lo largo de los cuales existen pequeños orificios succionadores, a diferencia de otros escifozoos que poseen solo cuatro brazos; los ocho brazos se van fusionando conforme se acerca a la parte central del cuerpo. La boca está también subdividida en diminutos poros unidos a  la cavidad gastrovascular.

## Familias
Según el ITIS:
- Suborden Daktyliophorae
  - Catostylidae
  - Lobonematidae
  - Lychnorhizidae
  - Rhizostomatidae
  - Stomolophidae
- Suborden Kolpophorae
  - Cassiopeidae
  - Cepheidae
  - Mastigiidae
  - Thysanostomatidae
  - Versurigidae